# Neblinantha neblinae
Neblinantha neblinae är en gentianaväxtart som beskrevs av B. Maguire. Neblinantha neblinae ingår i släktet Neblinantha och familjen gentianaväxter. Inga underarter finns listade i Catalogue of Life.